# Tél

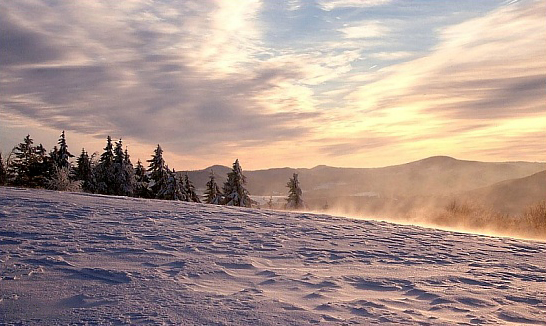
A tél a világ legtöbb pontján egyet jelent a hóval

A tél a mérsékelt égöv egyik évszaka. Trópusi, illetve száraz égövi tájakon nem létezik. Télen a legrövidebbek a nappalok és leghidegebb az időjárás.
A Föld északi féltekéjén és a Föld déli féltekéjén mások a tél hónapjai. Az északi félgömbön december 21-e a csillagászati tél kezdete, március 20-a pedig a csillagászati tél vége. A déli félgömbön június 21-e a csillagászati tél kezdete, szeptember 22-e pedig a csillagászati tél vége.

## Meteorológia

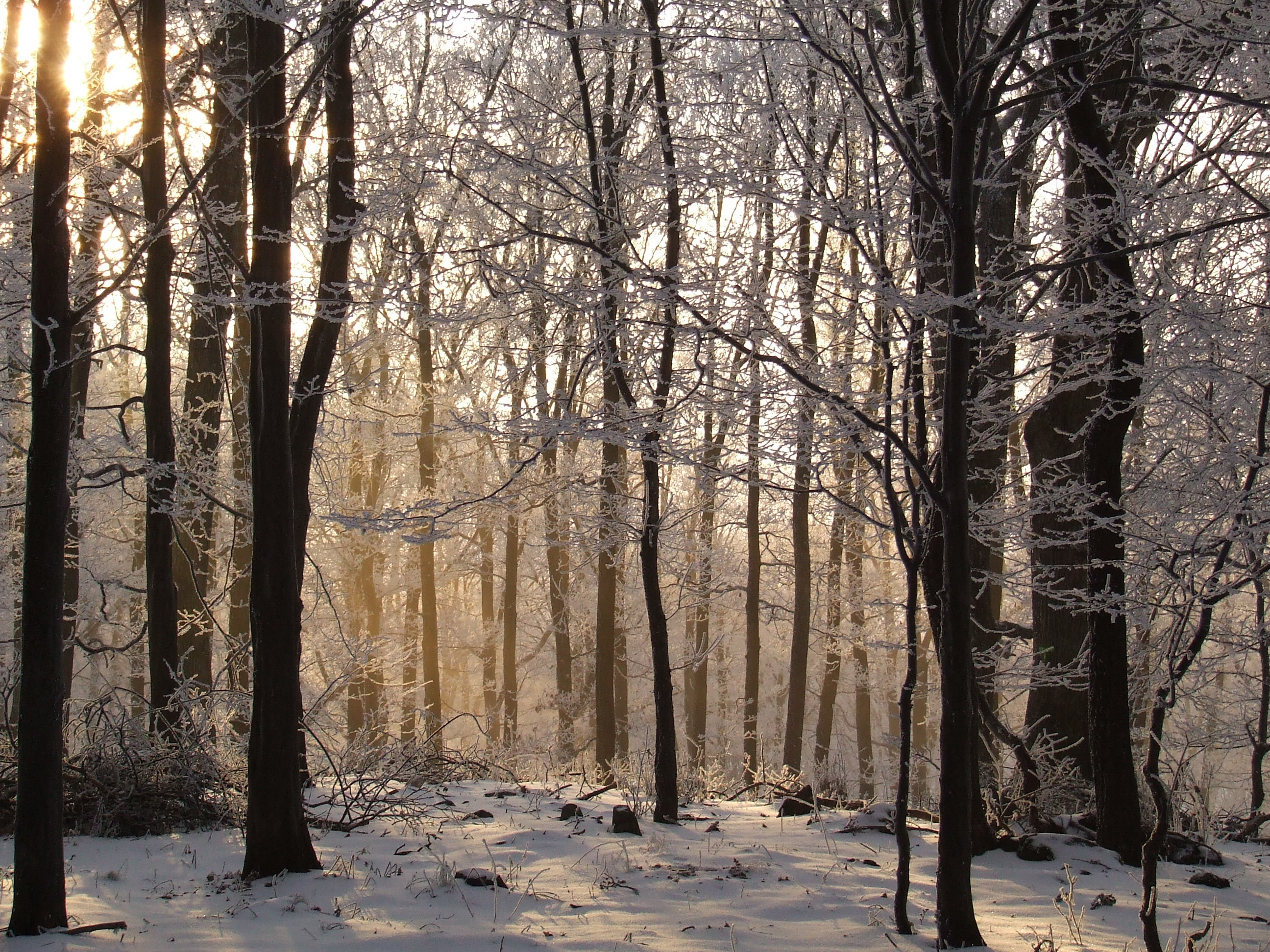
Téli bükkös a Mátrában

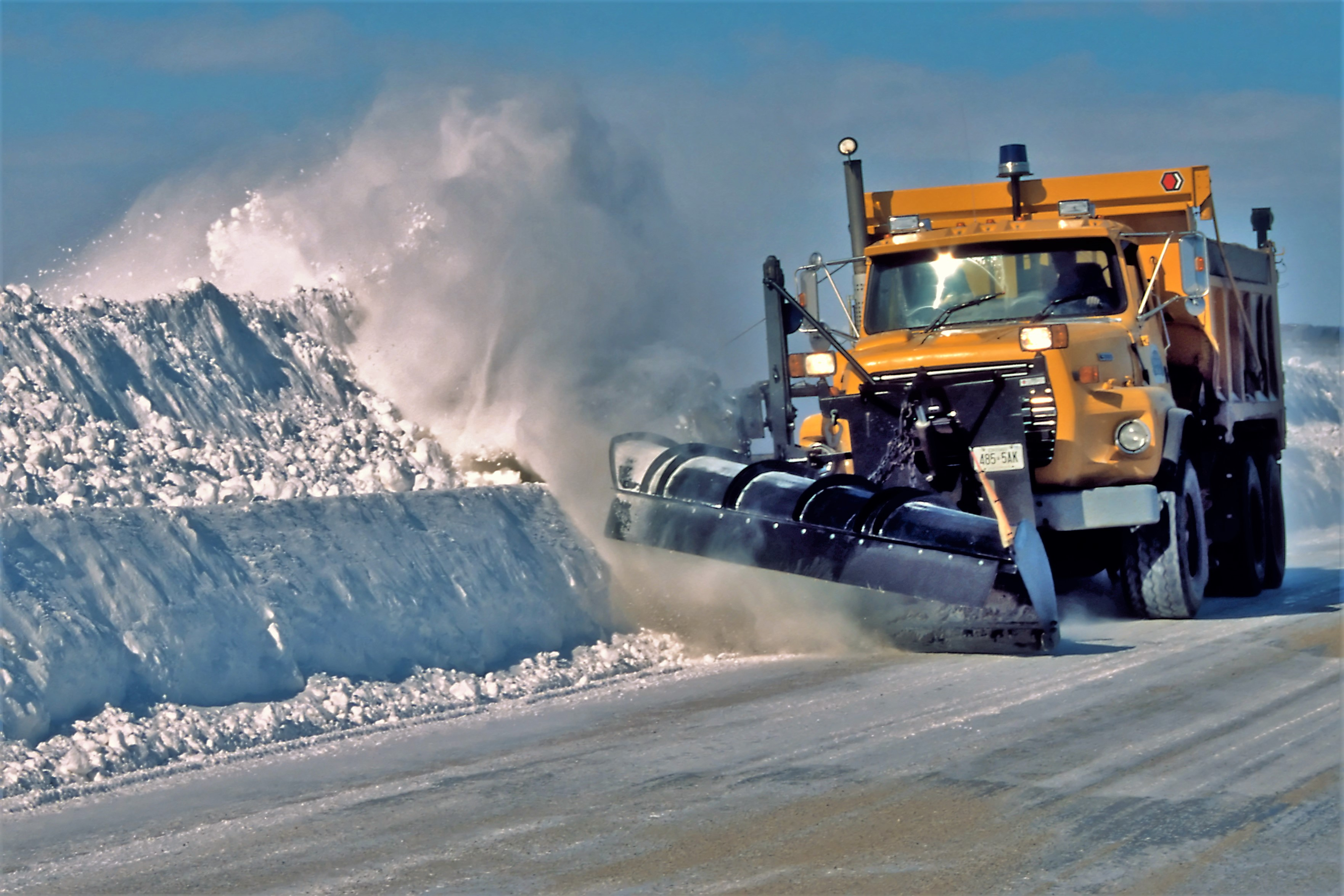
Munkagép takarítja a havat Toronto közelében

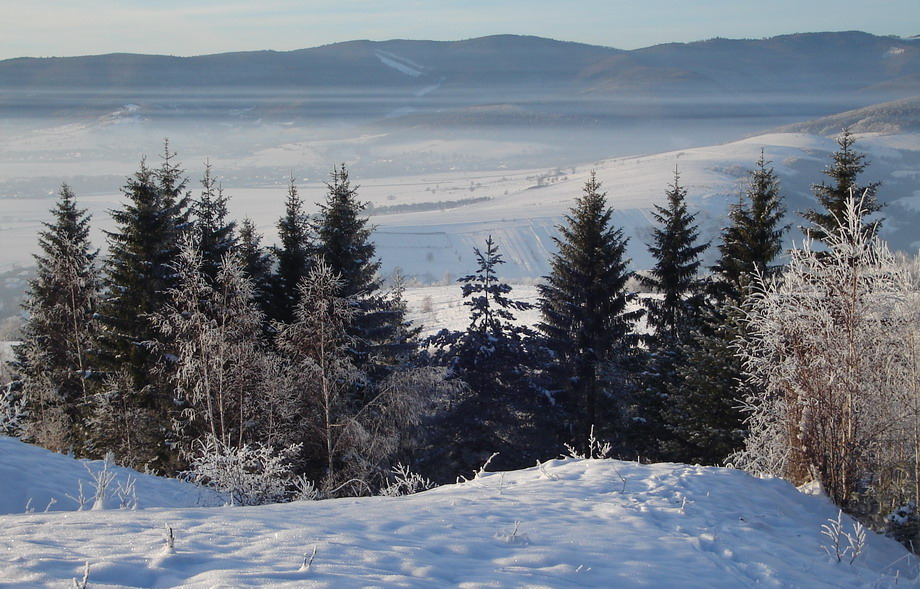
Téli táj a Székelyföldön

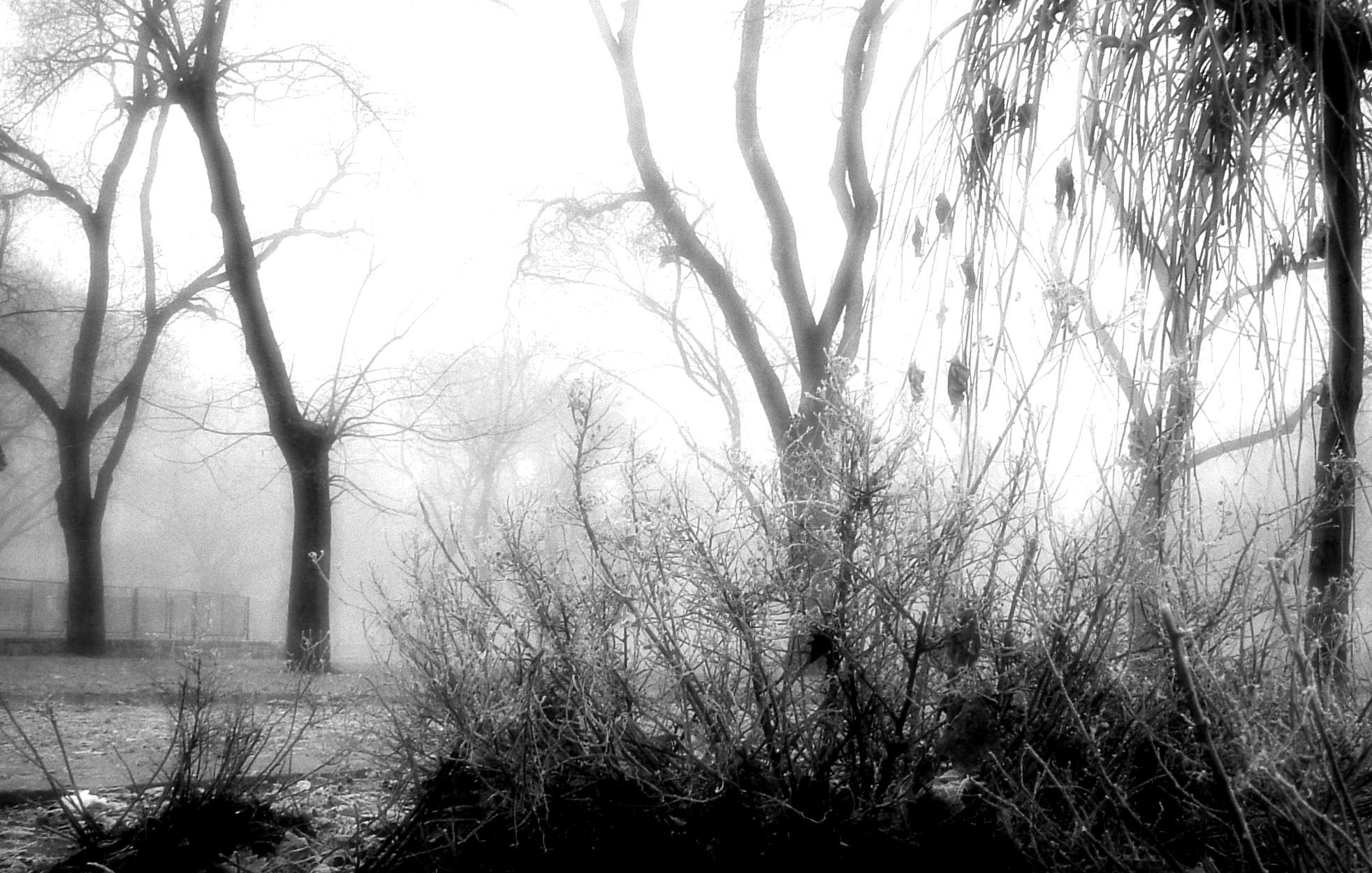
Télvíz ideje

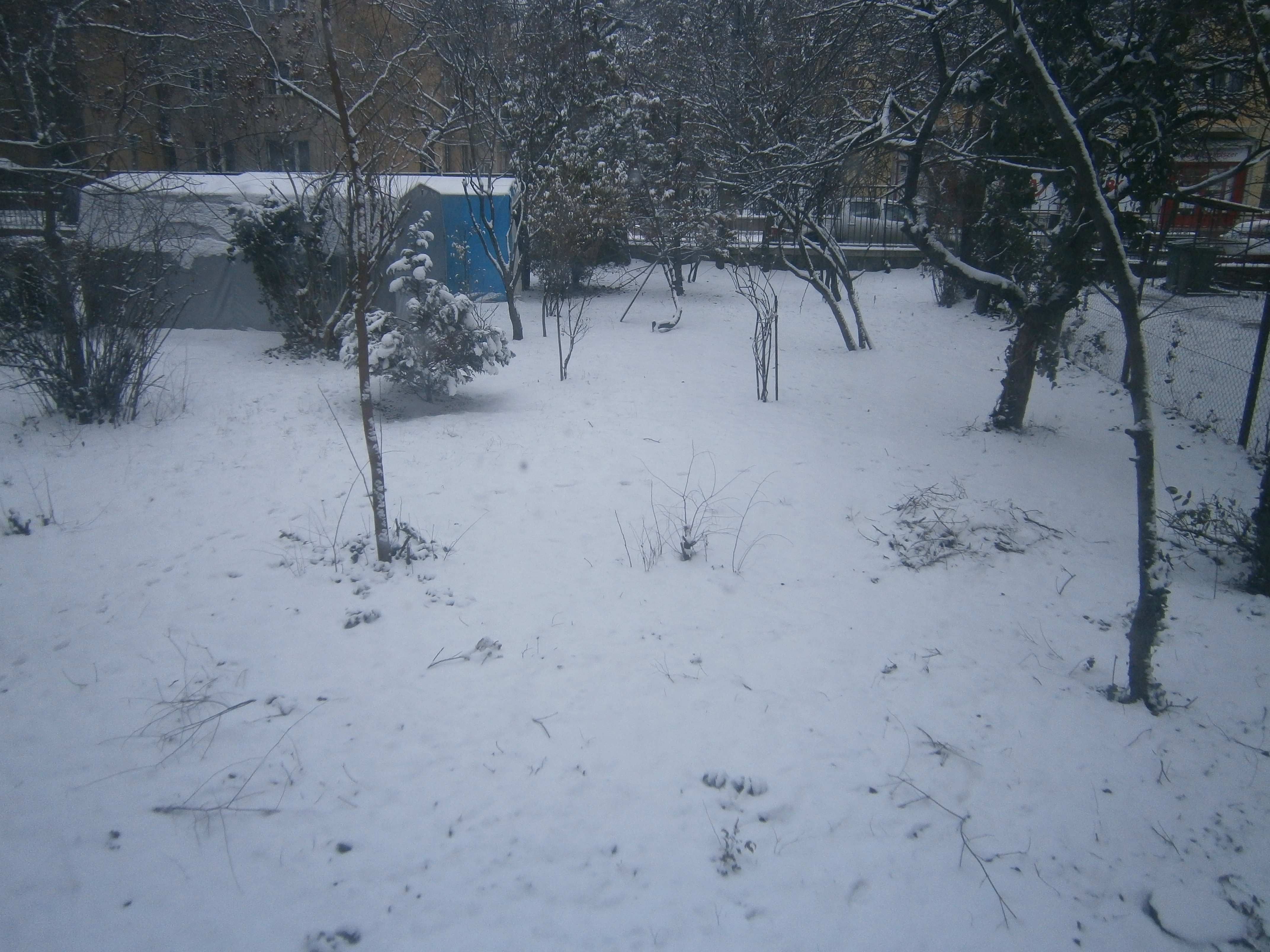
Téli reggel

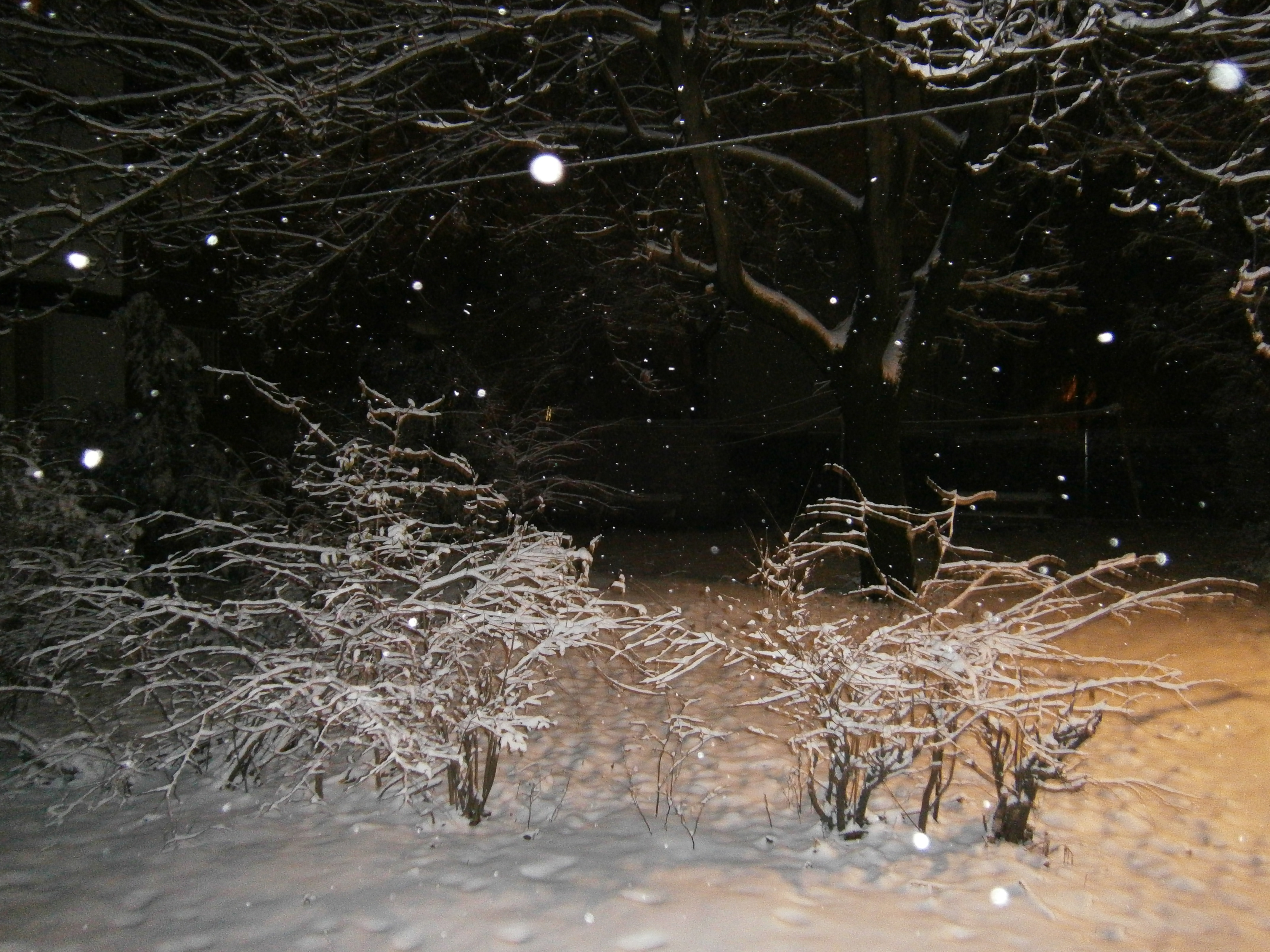
Téli este

A csillagászati tél a téli napfordulótól a tavaszi nap-éj egyenlőségig tart, tehát az északi féltekén december 21–március 20., a déli féltekén pedig június 21–szeptember 23. közé esik.
Téli napforduló: december 22. A Nap látszólagos évi útja ismét „megfordul”, és a besugárzás nagyobb hajlásszöge az Egyenlítő irányába vándorol.
Ekkor a napsugarak a Baktérítő felett delelnek 90 fokos szögben. Hajlásszögük a déli félgömbön most a legnagyobb, és itt a leghosszabb a nappal. A Nap az északi félgömbön ezen a napon jár a legalacsonyabban, és a legrövidebb ideig van látóhatár felett.
Ez az az időszak, mikor a nappalok rövidebbek, mint az éjszakák, és évi átlagban a leghidegebbek a napok, illetve ilyenkor hullik a legtöbb csapadék is, elsősorban hó formájában.
A trópusokon kívül eső területeken a tél hideg és (főleg az északi féltekén) jeges, havas. A legtöbb vízfelület télen befagy, teret adva a szánkózásnak, korcsolyázásnak, jégkorongnak, illetve más téli sportoknak.

## Kialakulásának okai
Alapvető kiváltó oka a napsugárzás által szállított hőenergia csökkenése és ennek következtében az átlaghőmérséklet tartós lecsökkenése. A Föld tengelyének ferdesége az Ekliptikához képest okozza azt, hogy télen kevesebb napfény éri az északi féltekét, annak ellenére, hogy a Föld ekkor van a legközelebb a Naphoz.

## Természet
Télen csak az örökzöld növények levelei maradnak meg, mint pl: a fenyőfélék. Az állatok egy része téli álmot alszik, a szívük nem áll meg, csak a testük kihűl. A vándormadarak elrepülnek melegebb éghajlatra.

## Téli sportok
- síelés
- szánkózás
- snowboardozás
- műlesiklás
- alpesi sí
- tobogán
- műkorcsolya
- síakrobatika
- északi összetett verseny
- jégkorong
- sífutás
- sílövészet
- rövid pályás gyorskorcsolya
- curling
- sígyaloglás
- bobozás
- jégvitorlázás

## Jégformációk kialakulása
A „jégcsaptornyokat” a megszilárduló víz térfogatának növekedése idézi elő. A kis edényekben, például a tányérkában, a víz először a széleken fagy meg és a középpont felé haladva hártyát képez.
A jég felszíne és a fagyás előrehaladása általában szabálytalan; bordák és mélyedések alakulnak ki, amelyeket minden pocsolyában megfigyelhetünk télen.
Megfelelő időjárás esetén azonban csaknem egyenletes jég képződhet. Ha a szélek megfagytak és letapadtak a kis (rendszerint kerek) edényben, a fázisváltozás miatt tágulási nyomás lép fel a jég felszíne alatt, ahogy egyre több víz fagy meg.
Ha keletkezik egy kis repedés, ami csökkenti a nyomást, a jég alól víz nyomulhat föl. Ennek a felülete gyorsan megfagy, ahogy a jégből kiemelkedik. Ha az edényben sok víz van még, és a hőmérséklet nem csökken olyan rohamosan, hogy az edény tartalma gyorsan megfagyjon, jégtorony nőhet ki a repedésből vagy lyukból.
A torony alakja, dőlésszöge a repedés alakjától függ. A kör és a háromszög a leggyakoribb. Az egyenletes, fagyos szél vízszintes jégcsapokat is formázhat, 1991 júliusában Új-Zélandon pedig olyan spirális jégcsapot láttak, amely nyolcszor csavarodott körbe.
A jelenség azért nem gyakori, mert kedvező körülmények szükségesek hozzá, de az utóbbi évtizedben féltucat esetről is beszámoltak az angol meteorológiai szakirodalomban, s a mellékelt fényképek pontosan megfelelnek a leírásnak.